# Toxolasma texasensis
Toxolasma texasensis är en musselart som först beskrevs av Lea 1857.  Toxolasma texasensis ingår i släktet Toxolasma och familjen målarmusslor. Inga underarter finns listade i Catalogue of Life.